# Hildo Rasmussen
Hildo Rasmussen (født 24. oktober 1942) byrådsmedlem i Brønderslev Kommune  for Socialdemokratiet, valgt første gang i 1982 i  den daværende Dronninglund Kommune. 12 år som formand for Teknik- og miljø udvalget i Dronninglund kommune.
Hildo Rasmussen blev i december 2019 udnævnt til Ridder af Dannebrog.
Siden kommunevalget 2021 med medlem i følgende udvalg: Fritids-, Kultur- og Turismeudvalget, Teknik- og Miljøudvalget, Temaudvalget